# 戸沢政方
戸沢 政方（とざわ まさかた、1919年5月4日 - 2005年2月14日）は、日本の政治家、厚生官僚。衆議院議員（4期）。

## 経歴
1919年（大正8年）、現在の神奈川県小田原市に生まれる。小田原中学校(現：小田原高等学校)を経て、1944年（昭和19年）、東京帝国大学法学部卒。同年、内務省に入る。翌年厚生省に転じる。1970年（昭和45年）保険局長。1972年（昭和47年）社会保険庁長官。1973年（昭和48年）厚生事務次官。翌1974年（昭和49年）厚生省を退官。翌年、神奈川県知事選挙に立候補するが落選。1976年（昭和51年）から神奈川3区から立候補して4回当選した。1990年（平成2年）の第39回衆議院議員総選挙で落選。2005年（平成17年）前立腺がんのため死去した。
この他、北里大学講師、全国国民健康保険組合協会会長、財団法人児童健全育成推進財団会長を務めた。

## 選挙歴
- 1975年（昭和50年）-神奈川県知事選挙落選（自由民主党推薦）
- 1976年（昭和51年）-第34回衆議院議員総選挙神奈川3区初当選（自由民主党）
- 1979年（昭和54年）-第35回衆議院議員総選挙当選
- 1980年（昭和55年）-第36回衆議院議員総選挙当選
- 1983年（昭和58年）-第37回衆議院議員総選挙落選
- 1986年（昭和61年）-第38回衆議院議員総選挙当選
- 1990年（平成2年）-第39回衆議院議員総選挙落選

## 栄典
- 1970年 - 勲二等旭日重光章[2][4]

## 元秘書
- 榎本与助（神奈川県議会議員、第101代議長）